# Shenyang J-8
Шэньян J-8 (кит. трад. 殲撃八型, упр. 歼撃八型, пиньинь Jiān jī bā xíng, палл. Цзянь цзи ба син или 歼-8, Jiān-8, J-8, буквально Истребитель модель 8, Код НАТО: Finback) — одноместный истребитель-перехватчик, разработанный Авиастроительной корпорацией в г. Шэньяне.
Самолёт является дальнейшим развитием конструкции производившегося по лицензии МиГ-21, однако китайский истребитель больше по размерам и имеет два двигателя. Первоначально истребитель имел лобовой воздухозаборник, который в дальнейшем был заменён двумя боковыми воздухозаборниками, что позволило разместить более мощную БРЛС. Аэродинамическая схема самолёта напоминает экспериментальные истребители-перехватчики МиГ Е-152А (у модификации J-8I) или Су-15 (у модификации J-8II).
На вооружении НОАК находится более 300 истребителей данного типа. В ВВС КНР самолёт в перспективе будет заменён истребителями J-10 и J-11.

## Модификации

### J-8(Finback-A)

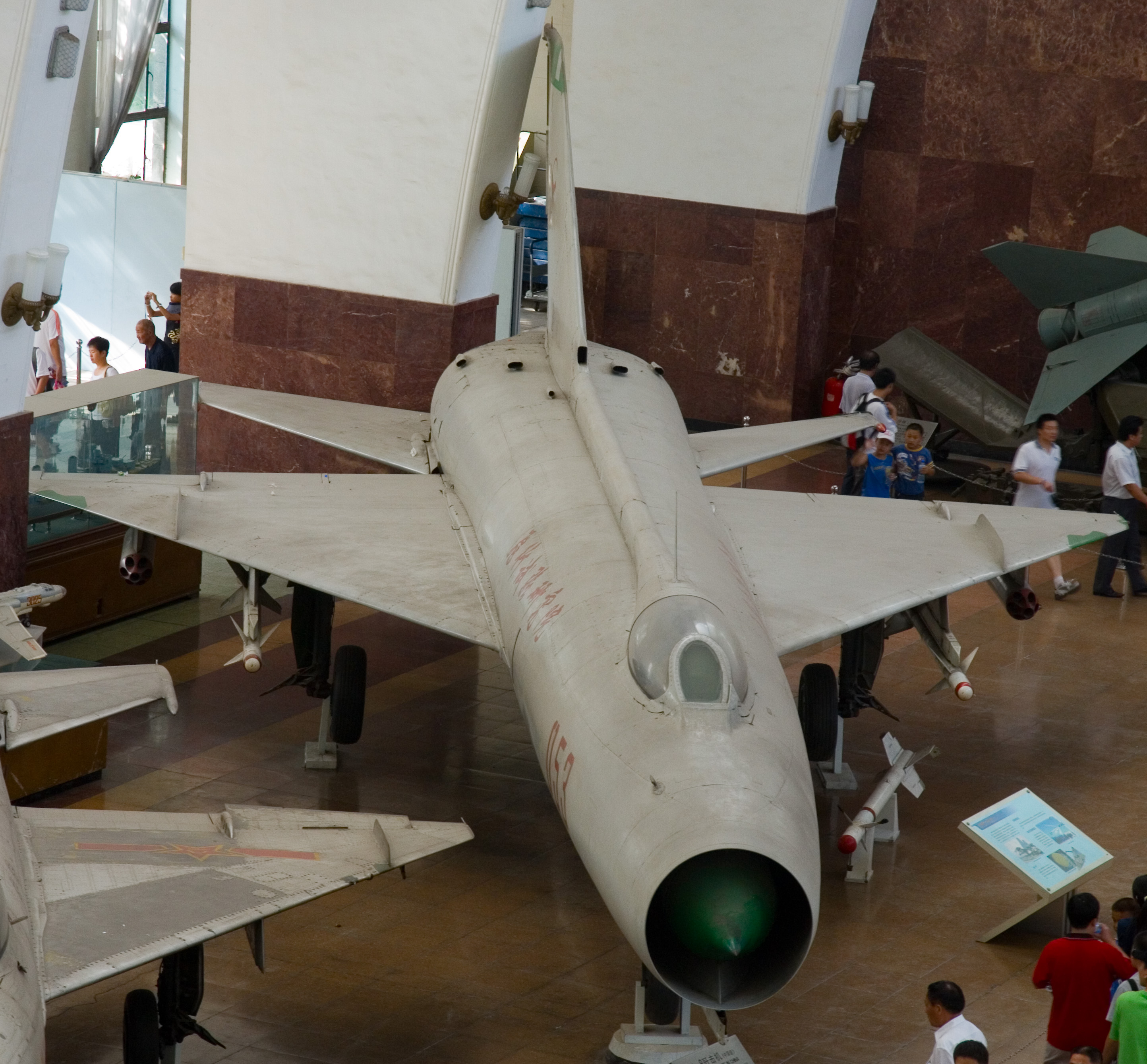
J-8 в Пекинском военном музее.

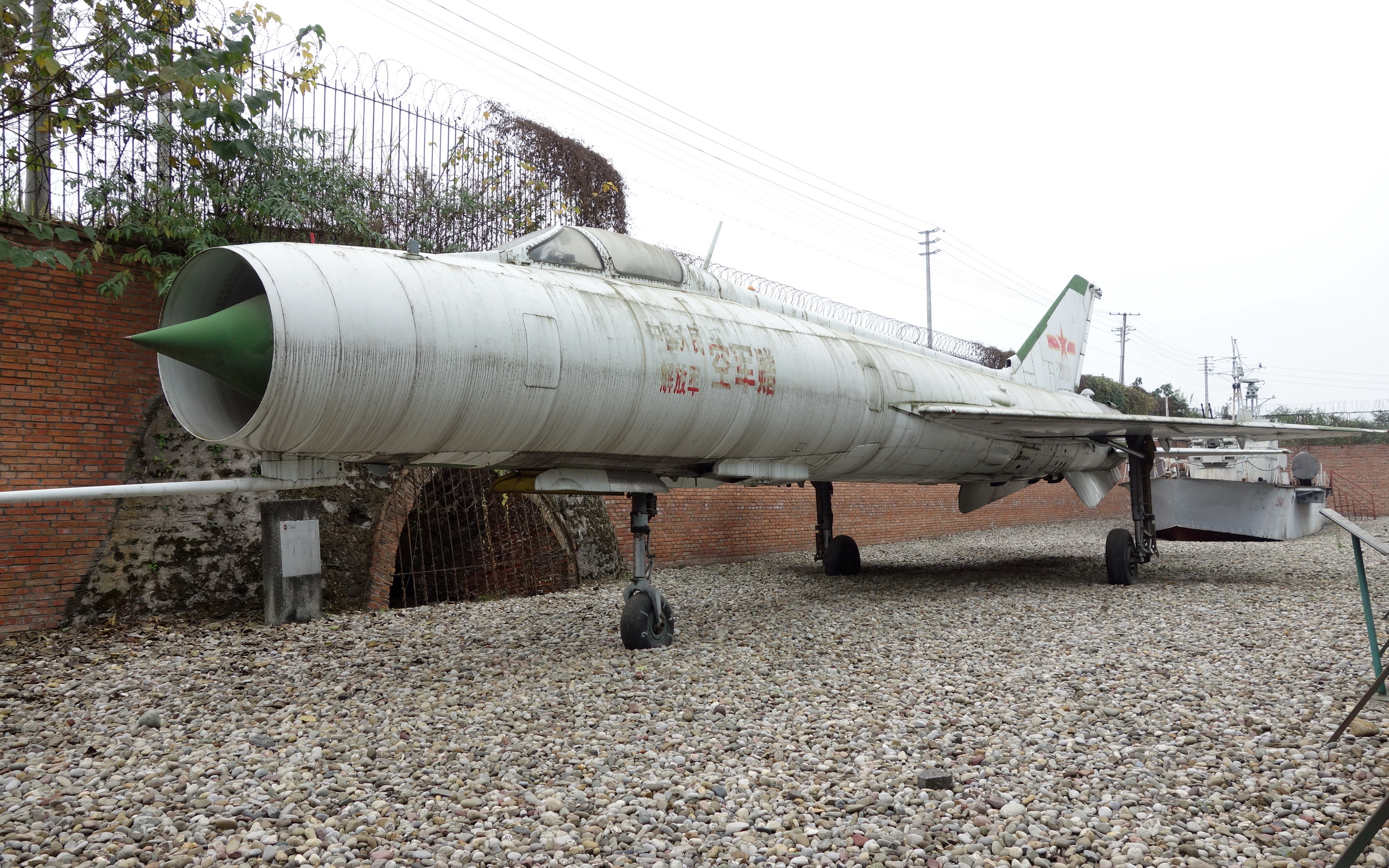
J-8I 24 авиадивизии. Обратите внимание на увеличенный носовой конус.

J-8
Первый полёт совершил 5 июля 1969 года под управлением лётчика-испытателя Юн Юхуана. Дневной истребитель, похожий на увеличенный МиГ-21. Самолёт был оснащён двумя ТРДФ WP-7A и радиодальномером SR-4. Вооружён истребитель был двумя 30 мм пушками Type 30-I по 200 снарядов на ствол и двумя ракетами «воздух-воздух» ближнего радиуса действия PL-2 с инфракрасным наведением. Выпущен ограниченной серией. Самолёт был принят на вооружение 2 марта 1980 года.
J-8I
Первый полёт совершил 24 апреля 1981 года. Улучшенный всепогодный вариант с РЛС SL-7A (дальность действия 40 км), двухствольной 23 мм пушкой Type 23-III. Самолёт имел четыре узла подвески для ракет и бомб. Выпущен ограниченной серией. Принят на вооружение 27 июля 1985 года.
J-8E
Вариант J-8I с усовершенствованной авионикой. На самолёт установили новую РЛС, оптические датчики SL-8, картографический радар Type 204 и систему предупреждения Type 903. Истребитель получил также новые ИЛС и систему опознавания «свой-чужой». Переоборудованные самолёты начали поступать на вооружение с 1990 года.
JZ-8 (J-8R)
Разведывательный вариант J-8I.
J-8ACT
Первый полёт 24 июня 1990, экспериментальный самолёт с ЭДСУ.

### J-8II(Finback-B)

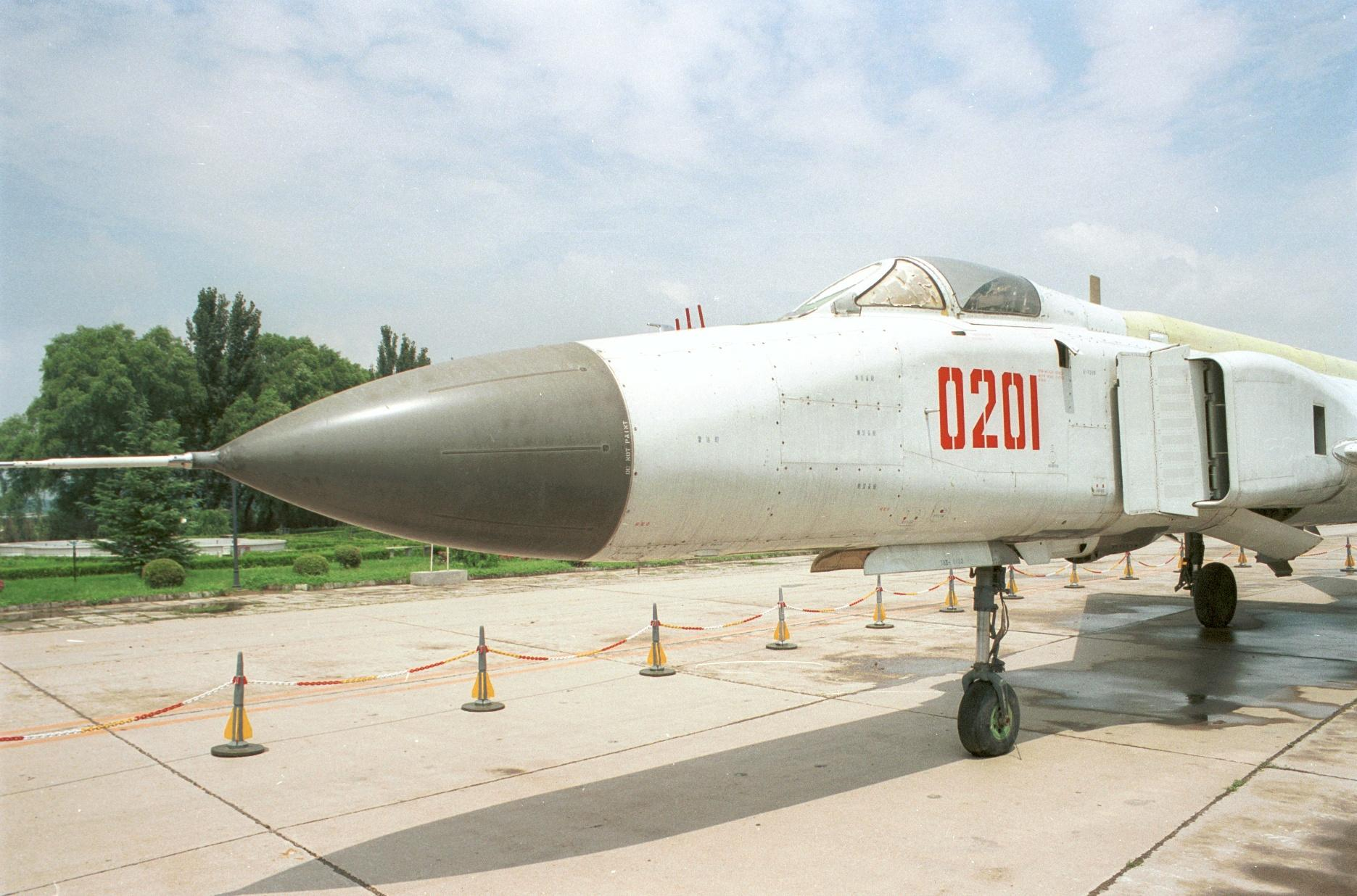
Шэньян J-8B в авиамузее

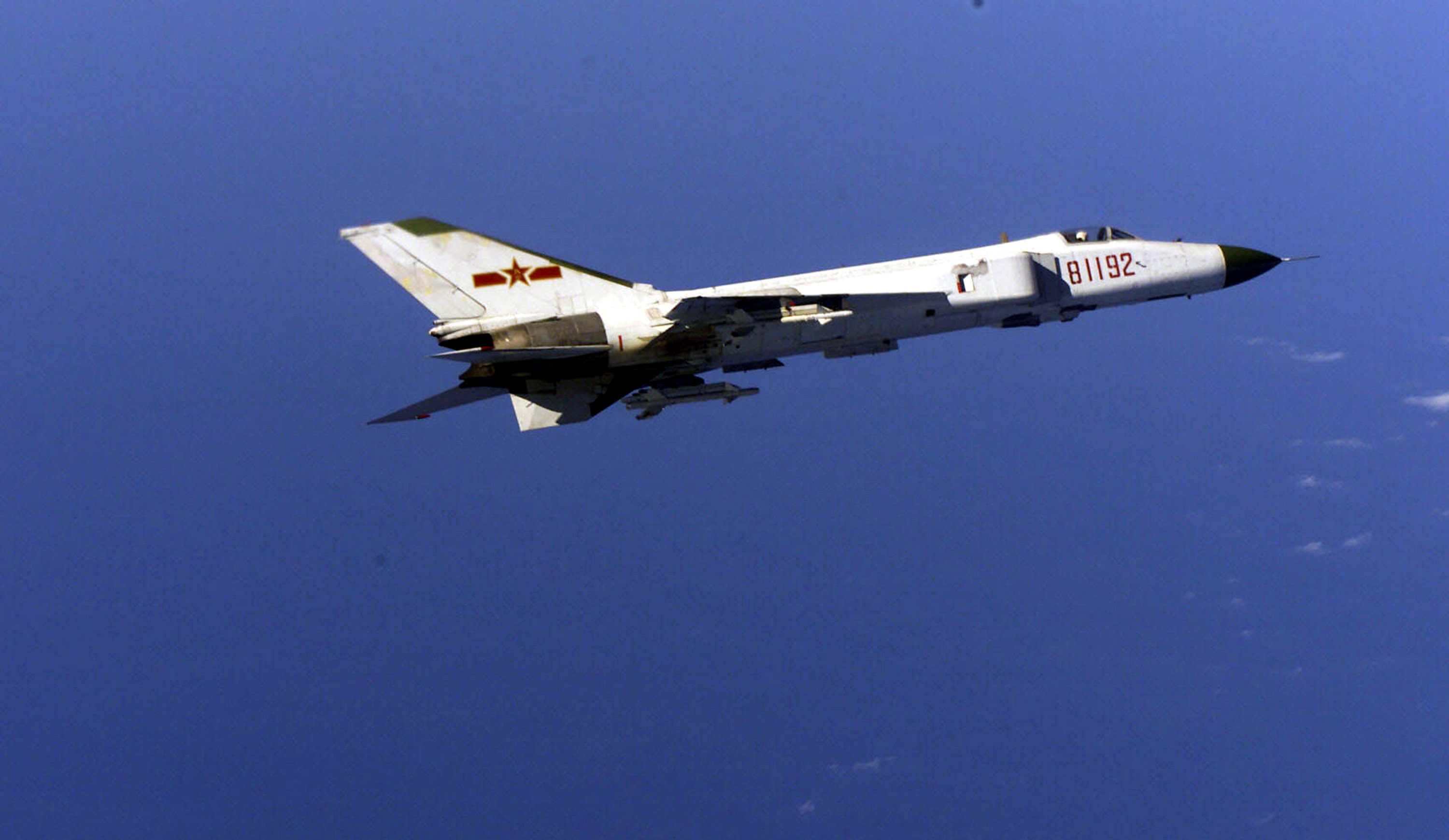
J-8II в полёте.

J-8II (Finback-B)
Первый полёт совершил 12 июня 1984 года под управлением лётчика-испытателя Цю Сюэжэня. Усовершенствованный J-8I с перепроектированной носовой частью фюзеляжа. Лобовой воздухозаборник был заменён конусообразной носовой частью с моноимпульсной РЛС SL-4A (Type 208) (дальность действия 40 км) и боковыми воздухозаборниками, аналогичными воздухозаборникам истребителя МиГ-23. В конце 1970-х годов Китай получил несколько МиГ-23 из Египта, таким образом, складной подфюзеляжный киль и боковые воздухозаборники могли появиться на J-8II с помощью реверс-инжиниринга. Китайские инженеры фактически повторили процесс разработки перехватчика Су-15 на базе меньшего по размерам самолёта Т-5. Экспериментальный самолёт МиГ-23ПД также имеет много общих черт с китайским J-8II.
J-8II Блок 02 (J-8IIB)
Первый полёт совершил в ноябре 1989. Самолёт имел усовершенствованный радар SL-8A с дальностью действия 70 км. Истребитель получил улучшенные двигатели WP-13AII. Вооружение включало двухствольную 23 мм пушку Type 23-III (копия ГШ-23Л) и до четырёх ракет «воздух-воздух» PL-5 или PL-8.
Peace Pearl J-8 (J-8II)
Во время китайско-американского сотрудничества около 50 J-8II были отправлены в США для переоборудования. На самолёты планировалось установить новые РЛС AN/APG-66 и систему управления огнём. Программа оценивалась в 500 млн долларов. До того, как программа была закрыта, успели переоборудовать 24 самолёта.
J-8IIACT (J-8II-BW2)
Первый полёт совершил в 1988. Экспериментальный самолёт с ЭДСУ.
J-8IID (J-8D)
Первый полёт совершил 21 ноября 1990 года, модифицированный J-8B с системой дозаправки в воздухе и навигационной системой TACAN.
J-8IIM (F-8IIM)
Представленная на авиашоу в Чжухае в 1996 году экспортная модификация с российской РЛС Жук-8II (дальность действия 70 км), вооружённая ракетами «воздух-воздух» Р-27Р1 (AA-10) и противокорабельными ракетами Х-31А (AS-17). Самолёт заказов не получил.
J-8III (J-8C)
Усовершенствованный J-8II с двумя ТРДФ WP-14. В отличие от предыдущей модификации J-8II модификация J-8C имел электронную дистанционную систему управления (ЭДСУ) и новый многофункциональны импульсный доплеровский радар, разработанный на базе израильской РЛС Elta EL/M 2035. Самолёт также получил цифровую систему управления огнём и новую кабину пилота, оборудованную многофункциональными дисплеями (МФД). Разработка модификации J-8C началась в 1991 году, первый полёт новый самолёт совершил в 1993 году. Несмотря на то, что эта программа имела высший приоритет, самолёт использовался для тестов разрабатываемого радара Type 1471 (KLJ-1) и авиационных систем, взаимодействующих с ЭДСУ. Начиная с этой версии истребители J-8II могут использовать подвесные контейнеры РЭБ BM/KG300G и KZ900, а также контейнеры с системами целеуказания и навигации Blue Sky и FILAT.
J-8IIH (J-8H)
Первый полёт совершил в декабре 1998 года. Самолёт имеет новую кабину, оснащённую МФД, два двигателя WP-13B, РЛС Type 1471 (KLJ-1) (дальность действия 75 км). Истребитель может быть вооружён ракетами «воздух-воздух» средней дальности Р-27 (AA-10) и PL-11 и противорадиолокационной ракетой YJ-91.
J-8IIF (J-8F)
Первый полёт совершил в 2000 году. Самолёт оснащён двумя двигателями WP-13BII, системой дозаправки в воздухе и РЛС Type 1492. В 2004 году с самолёта были проведены успешные пуски ракеты «В-В» PL-12/SD-10.

## Тактико-технические характеристики

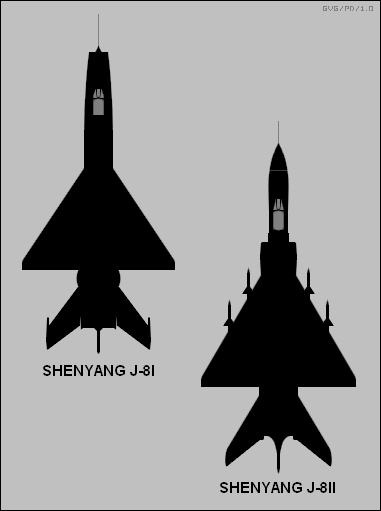
Схема J-8

| ТТХ J-8 различных модификаций                |                                  |                                            |                                             |                                             |                                             |                                             |
|                                              | J-8                              | J-8I                                       | J-8II (J-8B)                                | J-8IIA (J-8D)                               | J-8IIM                                      | J-8III (J-8C)                               |
| Первый полёт                                 | 1969                             | 1981                                       | 1984                                        | 1996                                        | 1996                                        | 1993                                        |
| Технические характеристики                   |                                  |                                            |                                             |                                             |                                             |                                             |
| Экипаж                                       | 1 (пилот)                        | 1 (пилот)                                  | 1 (пилот)                                   | 1 (пилот)                                   | 1 (пилот)                                   | 1 (пилот)                                   |
| Длина, м                                     | 21,52                            | 21,52                                      | 21,59                                       | 21,59                                       | 21,39                                       | 21,60                                       |
| Размах крыла, м                              | 9,34                             | 9,34                                       | 9,344                                       | 9,344                                       | 9,34                                        | 9,25                                        |
| Высота, м                                    | 5,41                             | 5,41                                       | 5,41                                        | 5,41                                        | 5,41                                        | 5,41                                        |
| Площадь крыла, м²                            | 42,0                             | 42,0                                       | 42,2                                        | 42,2                                        | 42,2                                        | 42,2                                        |
| Масса пустого, кг                            | 9285                             | н/д                                        | 9830                                        | 9830                                        | 9830                                        | 10 200                                      |
| Масса снаряжённого, кг                       | 13 700                           | 13 850                                     | 14 300                                      | 14 300                                      | 15 288                                      | 15 200                                      |
| Масса максимальная взлётная, кг              | 16 580                           | 17 800                                     | н/д                                         | н/д                                         | 18 879                                      | н/д                                         |
| Объём топлива, л                             | 4600                             | 5400                                       | н/д                                         | н/д                                         | 5400                                        | н/д                                         |
| Двигатель                                    | 2×ТРДФ Liyang Wopen              | 2×ТРДФ Liyang Wopen                        | 2×ТРДФ Liyang Wopen                         | 2×ТРДФ Liyang Wopen                         | 2×ТРДФ Liyang Wopen                         | 2×ТРДФ Liyang Wopen                         |
| Двигатель                                    | 7A (Р-11Ф)                       | 7A (Р-11Ф)                                 | 13А II (Р-13-300)                           | 13А II (Р-13-300)                           | 13В                                         | 14 Kun Lun                                  |
| Тяга максимальная, кН                        | 2×43,15                          | 2×43,15                                    | 2×42,66                                     | 2×42,66                                     | н/д                                         | н/д                                         |
| Тяга на форсаже, кН                          | 2×58,8                           | 2×58,8                                     | 2×65,9                                      | 2×65,9                                      | 2×68,6                                      | 2×7500 кгс                                  |
| Лётные характеристики                        |                                  |                                            |                                             |                                             |                                             |                                             |
| Максимальная скорость, км/ч                  | 2322                             | 2322                                       | 2300                                        | 2300                                        | 2300                                        | 2200                                        |
| Крейсерская скорость, км/ч                   | 850                              | 850                                        | н/д                                         | н/д                                         | н/д                                         | н/д                                         |
| Боевой радиус, км                            | 800                              | 800                                        | 800                                         | 800 / 1200 (с дозаправкой)                  | 800 / 1200 (с дозаправкой)                  | 800 / 1200 (с дозаправкой)                  |
| Практическая дальность, км                   | 1500                             | 1500                                       | 1500                                        | 1500                                        | 1500                                        | 1900                                        |
| Перегоночная дальность, км                   | 2000                             | 2000                                       | 2200                                        | 2200                                        | 2200                                        | 2200                                        |
| Практический потолок, м                      | 20 800                           | 20 800                                     | 19 000                                      | 19 000                                      | 18 000                                      | 19 000                                      |
| Скороподъёмность, м/с                        | 163                              | 200                                        | 200                                         | 200                                         | 200                                         | 200                                         |
| Длина разбега, м                             | н/д                              | н/д                                        | 800                                         | 800                                         | 800                                         | 800                                         |
| Длина пробега, м                             | н/д                              | н/д                                        | 1000                                        | 1000                                        | 1000                                        | 1000                                        |
| Тяговооружённость                            | н/д / 0,89                       | н/д / 0,89                                 | 0,65 / 0,98                                 | 0,65 / 0,98                                 | н/д                                         | н/д                                         |
| Нагрузка на крыло, кг/м²                     | н/д                              | н/д                                        | 341                                         | 341                                         | н/д                                         | н/д                                         |
| Максимальная эксплуатационная перегрузка, +g | 4                                | 4,83                                       | 8                                           | 8                                           | 6,9                                         | 8                                           |
| Вооружение                                   |                                  |                                            |                                             |                                             |                                             |                                             |
| Пушечное                                     | 2×30 мм НР-30                    | 1×23 мм Type 23-3 (ГШ-23Л) с 200 снарядами | 1×23 мм Type 23-3 (ГШ-23Л) с 200 снарядами  | 1×23 мм Type 23-3 (ГШ-23Л) с 200 снарядами  | 1×23 мм Type 23-3 (ГШ-23Л) с 200 снарядами  | 1×23 мм Type 23-3 (ГШ-23Л) с 200 снарядами  |
| Точки подвески                               | 5                                | 5                                          | 7                                           | 7                                           | 7                                           | 7                                           |
| Боевая нагрузка, кг                          | 4500                             | 4500                                       | 4500                                        | 4500                                        | 4500                                        | 4500                                        |
| УР «воздух-воздух»                           | PL-2B, PL-5B                     | PL-2B, PL-5B                               | PL-2B, PL-5B/C/E, PL-8 Р-27Р1, PL-11, PL-12 | PL-2B, PL-5B/C/E, PL-8 Р-27Р1, PL-11, PL-12 | PL-2B, PL-5B/C/E, PL-8 Р-27Р1, PL-11, PL-12 | PL-2B, PL-5B/C/E, PL-8 Р-27Р1, PL-11, PL-12 |
| УР «воздух-поверхность»                      | нет                              | нет                                        | нет                                         | нет                                         | Х-31A                                       | нет                                         |
| Другое                                       | 12×57 мм или 7×90 мм НУРС, бомбы | 12×57 мм или 7×90 мм НУРС, бомбы           | 12×57 мм или 7×90 мм НУРС, бомбы            | 12×57 мм или 7×90 мм НУРС, бомбы            | 12×57 мм или 7×90 мм НУРС, бомбы            | 12×57 мм или 7×90 мм НУРС, бомбы            |

## На вооружении
Китай:
- ВВС КНР — 24 J-8B, 24 J-8F,24 JZ-8, 24 JZ-8F и 96 J-8H, по состоянию на 2017 год[8]
- ВМС КНР — 24 J-8H, по состоянию на 2017 год[9]

## Инциденты
- Столкновение над островом Хайнань[англ.]: 1 апреля 2001 года столкнулись Shenyang J-8 и американский EP-3E ARIES II[англ.]. Пилот китайского самолёта пропал без вести и позже был признан погибшим, американский экипаж (24 человека) арестован.